# Хот Спрингс (Монтана)
Хот Спрингс (енгл. Hot Springs) град је у америчкој савезној држави Монтана.

## Демографија
По попису из 2010. године број становника је 544, што је 13 (2,4%) становника више него 2000. године.
| Група             | 2000.       | 2010.       |
| Белци             | 445 (83,8%) | 420 (77,2%) |
| Афроамериканци    | 1 (0,2%)    | 3 (0,6%)    |
| Азијати           | 1 (0,2%)    | 1 (0,2%)    |
| Хиспаноамериканци | 19 (3,6%)   | 23 (4,2%)   |
| Укупно            | 531         | 544         |